# Cnesmone laotica
Cnesmone laotica är en törelväxtart som först beskrevs av François Gagnepain, och fick sitt nu gällande namn av Léon Camille Marius Croizat. Cnesmone laotica ingår i släktet Cnesmone och familjen törelväxter. Inga underarter finns listade i Catalogue of Life.